# Andrea Valeri
Andrea Valeri född 27 februari 1991, är en italiensk gitarrist från Pisa i Italien. 
Andrea Valeri började att spela gitarr vid tio års ålder och spelade både el och akustisk gitarr. Vid 13 års ålder uttalade sig gitarristen Tommy Emmanuel om att Andrea borde satsa på en karriär inom musikbranschen. När Andrea var 16 år gammal släppte han sitt första album The Secret of Silence och blev populär för sitt fingerspel som han använder. Inte långt efter sitt debutalbum så släppte Andrea sitt andra album The Trip. Andrea har idag ett samarbete med Bachmann Guitars från Italien och har därigenom fått möjligheten att få en specialtillverkad gitarr. Andrea Valeri kommer att representera Bachmann Guitars under Frankfurt Musikmesse 1-4 april 2009.